# Im Schatten des Zweifels
Im Schatten des Zweifels ist ein US-amerikanischer psychologischer Thriller von Alfred Hitchcock aus dem Jahr 1943. Der Film mit Teresa Wright und Joseph Cotten, mit einem Drehbuch des Pulitzer-Preisträgers Thornton Wilder, Sally Bensons und Hitchcocks Ehefrau Alma Reville, basierend auf einer für einen Oscar nominierten Geschichte von Gordon McDonell, handelt von einer jungen Frau, die erkennen muss, dass es sich bei ihrem geliebten Onkel wahrscheinlich um den so genannten Lustige-Witwen-Mörder handelt.
Im Schatten des Zweifels, den Hitchcock selber bei verschiedenen Anlässen als seinen Lieblingsfilm bezeichnete, wurde 1991 als „kulturell, historisch oder ästhetisch bedeutend“ in die United States National Film Registry der Library of Congress aufgenommen.

## Handlung
Charles Oakley (Onkel Charlie), ein gutaussehender Mann, lebt alleine zur Untermiete, und eines Tages sagt ihm seine Vermieterin, dass zwei Männer gekommen seien, um nach ihm zu suchen. Er sieht die beiden Männer auf der Straße vor seinem Zimmer und beschließt, die Stadt zu verlassen. Er sucht Ruhe und Zuflucht bei der Familie seiner Schwester Emma Newton und ihrem Ehemann Joseph und ihren drei Kindern in der beschaulichen kalifornischen Kleinstadt Santa Rosa. Seine anfangs sehr gutgläubig und etwas naiv wirkende, dennoch aber kluge Nichte Charlie, die nach ihm benannt ist, fühlt sich seelisch mit ihm verbunden. Die Freude der Familie über den Besuch des weltmännischen Verwandten aus der Großstadt ist zunächst ungetrübt, doch Onkel Charlie fällt gelegentlich durch sein seltsames Verhalten auf: Er lehnt Fotoaufnahmen von sich generell ab, versteckt Zeitungsausschnitte vor der Familie und eröffnet ein Bankkonto mit einer großen Summe von Bargeld. Eines Tages erscheinen im Haus zwei Männer, die angeblich für ein Umfrageinstitut über amerikanische Familien arbeiten und die Newtons interviewen. Onkel Charlie gerät in Wut, als einer der Männer ein Foto von ihm macht. Als Jack Graham – einer der beiden Männer – die junge Charlie am Abend ausführt, klärt er sie auf, dass er und sein Kollege Detektive seien und ihren Onkel beschatteten. Entweder er oder ein anderer Verdächtiger sei der so genannte Lustige-Witwen-Mörder, der zumindest drei Witwen umgebracht habe.
Fortan nagen Zweifel an Charlie; sie versucht, mehr über ihren Onkel zu erfahren, und findet mehr und mehr Indizien: Die Initialen des Rings, den Onkel Charlie ihr geschenkt hatte, passen zu denen einer ermordeten Witwe. In einem von ihrem Onkel versteckten Zeitungsartikel über den Witwenmörder findet sie weitere Hinweise, dass es sich bei Onkel Charlie um den Mörder handeln könnte. Nach Charlies Ansicht entlarvt er sich dann beim Abendessen, als er mit kaum verhohlenem Hass über wohlhabende Witwen spricht, die nur vom Erbe ihrer verstorbenen Männer lebten und „fette, keuchende Tiere“ seien.
Als die junge Charlie ihn mit dem Ring konfrontiert, vertraut er sich ihr bei einem abendlichen Spaziergang an. Sie verspricht ihm, ihn nicht bei der Polizei zu melden, wenn er schnell wieder aus der Stadt verschwinde. Sie versucht dabei, Rücksicht auf ihre nichts ahnende Mutter zu nehmen, die ihren jüngeren Bruder Charlie innig liebt und bei dessen Verhaftung wohl am Boden zerstört wäre. Kurz darauf verunglückt jedoch der andere Verdächtige tödlich auf der Flucht vor der Polizei, indem er in einen Flugzeugpropeller rennt, so dass für die Polizei der Fall geklärt scheint. Jack vertraut der jungen Charlie an, dass er sie liebe und sie gerne heiraten würde, und verlässt dann die Stadt.
Charlie ist jedoch nun von der Schuld ihres Onkels überzeugt und drängt ihn deshalb, Santa Rosa zu verlassen. Er weigert sich und versucht, durch zwei fingierte Unfälle seine Nichte zu ermorden; nur Zufälle retten ihr das Leben. Schließlich stellt sie ihm ein Ultimatum, und er lenkt ein. Er will nach San Francisco fahren – zufällig mit demselben Zug wie die reiche Witwe Mrs. Potter, die er bei Familie Newton kennenlernte. Als der Zug abfährt, versucht er abermals, Charlie zu ermorden, und es kommt zu einem Handgemenge, in dessen Verlauf er aus dem fahrenden Zug vor einen entgegenkommenden stürzt und zu Tode kommt. Er wird in Santa Rosa im Kreise der gesamten trauernden Stadt beerdigt, da Charlie und Jack Onkel Charlies Geheimnis bewahren.

## Hintergrund
- Nicht nur ungewöhnlich für Alfred Hitchcock, der die Arbeit im Studio über alles liebte, sondern für die damalige Filmarbeit ganz allgemein sind viele Aufnahmen auf einem realen, nicht im Studio gebauten Set gefilmt worden – weniger aus praktischen oder gar künstlerischen Gründen, sondern vor allem bedingt durch den Krieg. Ein staatliches Kriegskomitee bestimmte nämlich, wie viel Geld zum Aufbau eines Filmsets ausgegeben werden durfte, und so wurde gespart, indem man sich in die Realität hinauswagte. Ein Großteil des Films wurde tatsächlich in Santa Rosa gedreht, das in den 1940er Jahren noch eine Kleinstadt mit rund 15.000 Einwohnern war; inzwischen leben dort über 150.000 Menschen. Viele Statisten waren daher auch keine Hollywood-Statisten, sondern Bewohner von Santa Rosa. So war die zehnjährige Edna May Wonacott, die als altkluge Schwester eine größere Nebenrolle bekam, niemals zuvor mit der Schauspielerei in Berührung gekommen. Die Tochter eines örtlichen Lebensmittelhändlers wurde von Hitchcock zufällig entdeckt, als sie auf den Schulbus wartete.[2]
- Das im Film verwendete Haus der Familie Newton existiert noch heute in Santa Rosa, 904 McDonald Avenue.[3] Zunächst gab es Bedenken, dass es für die Familie eines Bankangestellten als zu luxuriös erscheinen könnte. Allerdings stellte sich heraus, dass sich der tatsächliche Bewohner des Hauses in einer ähnlichen finanziellen Situation befand wie die Filmfigur. Er war so froh, dass sein Haus Schauplatz eines Films werden sollte, dass er es frisch anstreichen ließ. Hitchcock war entsetzt darüber und ließ es für die Dreharbeiten wieder mit einem „schäbigen“ Anstrich versehen; nach dem Dreh bekam es dann wieder den neuen Anstrich.
- In seinen Gesprächen mit François Truffaut hob Hitchcock die Symbolik des Rauchs der Lokomotiven der Züge hervor, in denen Onkel Charlie ankommt und abfährt: bei der Ankunft des Zuges in dem Onkel Charlie anreist, habe er den Lokomotivführer angewiesen, extra Rauch im Schornstein abzulassen, damit die dunklen Wolken die Gefahren ankündigen, die er bringt. Der Zug, in dem er abfährt, kommt mit weißem Dampf an, und die Lokomotive des Zuges, unter dem Onkel Charlie tödlich verunglückt, hat wiederum schwarzen Rauch.
- Mit Thornton Wilder konnte Hitchcock für das Drehbuch einen äußerst prominenten Schriftsteller gewinnen. Das war ungewöhnlich, weil bekannte Schriftsteller oder Theaterautoren damals die Arbeit an Drehbüchern beim Film eher geringschätzten. Wilder hatte 1938 das Erfolgsstück Unsere kleine Stadt veröffentlicht, welches auch Hitchcock sehr schätzte. Für Im Schatten des Zweifels wollte er eine ähnliche Kleinstadt-Atmosphäre herstellen. Thornton Wilder hatte zunächst hauptsächlich wegen des Geldes angenommen, nach einem Treffen mit Hitchcock war er aber von der Zusammenarbeit auch künstlerisch überzeugt. Wilder suchte sogar einige der Schauplätze in Santa Rosa aus, ehe er wegen des Zweiten Weltkriegs als Reporter zur Armee nach Florida berufen wurde. Das Drehbuch war zwar weitgehend fertig, musste aber während der Dreharbeiten noch angepasst und verfeinert werden. Einen Teil dieser Arbeit erledigte die Darstellerin der Mutter Emma, Patricia Collinge, die als langjährige Theaterautorin bereits Erfahrung mit dem Schreiben hatte. Sie schrieb unter anderem die romantische Garagenszene zwischen dem Mädchen Charlie und dem Polizisten Graham. Ihre Beteiligung am Skript wird jedoch weder im Vor- noch im Abspann genannt. Insgesamt waren sechs Autoren am Drehbuch beteiligt, darunter auch Hitchcock und seine Frau Alma Reville.[4]
- Der sehr bekannte Theaterschauspieler Hume Cronyn, der mit Jessica Tandy verheiratet war,  hatte sein Filmdebüt in der Rolle des schüchternen Nachbars Herbie. Zwischen dem Schauspieler und Autor Cronyn und Hitchcock entwickelte sich eine lange Partnerschaft: Cronyn übernahm eine Rolle in Das Rettungsboot (1944) und schrieb die Drehbücher zu Cocktail für eine Leiche (1948) und Sklavin des Herzens (1949) – allesamt Hitchcock-Filme.
- In den Gesprächen mit François Truffaut bezeichnete Hitchcock Im Schatten des Zweifels als den Lieblingsfilm unter all seinen Werken: „Weil es eine dieser raren Gelegenheiten war, wo man die Charakterstudie mit Spannung verbinden konnte. Normalerweise ist in einer spannungsreichen Geschichte keine Zeit für Charakterentwicklung.“[4] Dabei gilt der Film auch als eines seiner persönlichsten Werke. Es gibt zahlreiche Parallelen zu Hitchcocks Leben: etwa der Name der Mutter, biografische Erlebnisse, die er in Dialoge einflocht, oder, laut Donald Spoto in seiner umfangreichen Hitchcock-Biografie, die Tatsache, dass man in den beiden Hauptfiguren (den beiden Charlies) die beiden Seiten der Persönlichkeit Hitchcocks wiederfindet.
- Der verwendete Walzer Lippen schweigen, 's flüstern Geigen aus Franz Lehárs Operette Die lustige Witwe wird im Film als Merry-Widow-Walzer bezeichnet. Die Familie überlegt beim Abendessen, von wem die Melodie wohl stammt, und im Laufe der Konversation werden unter anderem der US-Komponist Victor Herbert sowie der Walzer An der schönen blauen Donau von Johann Strauss erwähnt, bevor Onkel Charlie die Familie ablenkt, damit sie nicht zufällig sein Geheimnis entdeckt.
- Die übliche deutsche Übersetzung der Redewendung shadow of a doubt lautet „Hauch eines Zweifels“.

## Synchronisation
Die deutsche Synchronfassung von Im Schatten des Zweifels entstand 1969 bei der Interopa Film GmbH.
| Rolle                               | Schauspieler      | Synchronstimme         |
| ----------------------------------- | ----------------- | ---------------------- |
| Charlie Newton                      | Teresa Wright     | Dagmar Biener          |
| Charlie Oakley                      | Joseph Cotten     | Gert Günther Hoffmann  |
| Detective Jack Graham               | Macdonald Carey   | Rainer Brandt          |
| Vater Joseph Newton                 | Henry Travers     | Paul Wagner            |
| Mutter Emma Newton                  | Patricia Collinge | Edith Schollwer        |
| Herbie Hawkins, Nachbar der Newtons | Hume Cronyn       | Reinhold Brandes       |
| Detective Fred Saunders             | Wallace Ford      | Gerd Duwner            |
| Ann Newton                          | Edna May Wonacott | Philine Peters-Arnolds |

## Neuverfilmungen und Hommagen
Der Film wurde 1991 unter dem Titel Shadow of a Doubt von Regisseurin Karin Arthur für das Fernsehen neu verfilmt. In den tragenden Rollen waren Mark Harmon und Margaret Welsh zu sehen. Der 2013 erschienene Film Stoker von Park Chan-wook handelt ebenfalls von einem mysteriösen „Onkel Charlie“, der plötzlich in das Leben einer scheinbar normalen Familie tritt, und wurde von Filmkritikern als Hommage an Hitchcocks Werk betrachtet.

## Hitchcocks Cameo-Auftritt
Auch in diesem Film hat Hitchcock seinen Cameo-Auftritt: Er sitzt im Zug nach Santa Rosa und spielt Karten mit einem Doktor (gespielt von Edward Fielding), wobei Hitchcock mit sämtlichen Pik-Karten in der Hand klare Vorteile zu haben scheint.

## Auszeichnungen
Gordon McDonell war 1944 in der Kategorie Beste Originalgeschichte für einen Oscar nominiert.
1991 wurde der Film ins National Film Registry aufgenommen.

## Kritik
Im Schatten des Zweifels war bei seiner Veröffentlichung ein Erfolg bei Kritikern und Publikum. Er gilt bei der Filmkritik allgemein als Meisterwerk. Beim US-amerikanischen Kritikerportal Rotten Tomatoes fallen bei einer durchschnittlichen Bewertung von 9,2/10 alle 34 Kritiken positiv aus.

„Interessante, gut gespielte Kriminalstudie, der es nicht so sehr um die Jagd auf einen Gangster geht, sondern um die Konfrontation einer kleinstädtischen Bürgerfamilie mit dem Verbrechen. Ein Film ohne kriminalistische Spannung, der dem Zuschauer die Rolle des ironisch-distanzierten Beobachters zuweist.“

„Lieblingsfilm Hitchcocks, der die Entäußerung einer zur Liebe unfähigen Seele mit den Mitteln des Thrillers in Handlung umsetzt. Durch die Präzision der Darstellung wird die Wirklichkeit selbst in den Schatten des Zweifels gezogen. Ab 18.“